# Georg-Hans Reinhardt
Georg-Hans Reinhardt, född 1 mars 1887 i Bautzen, död 22 november 1963 i Tegernsee, var en tysk generalöverste under andra världskriget. Han ledde 3:e pansararmén från 1941 till 1944, bland annat under invasionen av Frankrike och Armégrupp Mitte från 1944 till 1945.
Efter andra världskriget ställdes Reinhardt inför rätta vid OKW-rättegången och dömdes 1948 till 15 års fängelse för krigsförbrytelser. Han frigavs dock redan 1952.